# Mexican Joker
«Mexican Joker» —en español: «Guasón mexicano»— es el primer episodio de la vigesimotercera temporada de la serie animada South Park y el episodio número 298 en general. El episodio se estrenó en Comedy Central el 25 de septiembre de 2019 en los Estados Unidos. El episodio parodia los centros de detención del ICE y la incertidumbre moral que rodea la película de 2019 Joker.

## Argumento
Randy dirige un grupo de turistas alrededor de su granja de marihuana Granjas Tegridad, mostrando cómo ha crecido y se ha expandido. Mientras Eric se queja con Stan sobre los cambios en la granja, Randy nota que sus órdenes han disminuido. Cuando visita a Stephen para entregar personalmente algo de marihuana, descubre que Stephen y otros en South Park han comenzado a cultivar su propia marihuana, y Randy promete tomar medidas. Stan es forzado por Randy a suplicar en el ayuntamiento de South Park que prohíba las granjas privadas de marihuana, pero el consejo rechaza la sugerencia, y Randy está enojado hasta el punto de denunciar completamente a todo South Park. Más tarde, Randy es visitado por representantes de MedMen y ellos acuerdan trabajar juntos. El socio de Randy, Toallín, está molesto porque Randy ha decidido vender a las corporaciones y se va con disgusto.
Eric es testigo de un grupo de agentes del ICE que arrestan al trabajador hispano de Stephen y lo separan de su familia, y está intrigado por la idea de que el ICE tiene la capacidad de separar a las familias aparentemente a voluntad a través de una pista anónima. Cartman le hace una llamada amenazante a Kyle justo cuando los agentes del ICE irrumpen en la casa de los Broflovski y dividen a la familia mientras Cartman observa con alegría. Cuando Kyle llega a un centro de detención del ICE y el personal descubre que es judío, se dan cuenta de que deben sacar a Kyle lo antes posible o se arriesgan a ser vistos como racistas. Mientras los agentes del ICE le piden disculpas a Kyle, él les pregunta sobre el estado de los otros niños en el campamento, y les advierte que el estrés y la ansiedad de los niños podría llevarlos a la posibilidad de que uno de ellos se convierta en un Guasón Mexicano. Los agentes comienzan a reaccionar exageradamente ante esto y se preguntan qué niño en su campamento es el Guasón Mexicano. Más tarde, un nuevo autobús de niños llega al campamento, con Cartman entre ellos. Cartman se da cuenta de que el centro de detención puede recordarle a Kyle los campos de concentración nazis y dice que siente pena por sus acciones, mientras Kyle diseña un plan para que todos escapen.
Una serie de explosiones en South Park destruye todos los campos privados de marihuana y la policía inmediatamente sospecha que el Guasón Mexicano es el responsable del crimen. Kyle tiene a todos los niños del centro de detención haciendo que sus mantas de papel aluminio se conviertan en yarmulkes para que parezcan judíos, en un intento de conseguir que los agentes los liberen a todos, pero el agente principal del ICE se vuelve loco, creyendo que está en un flashback sobre el origen del Guasón Mexicano. Dispara y mata a los otros agentes del ICE y huye en pánico. Randy celebra las ventas restauradas de los productos de Granjas Tegridad.

## Recepción
Chris Longo de Den of Geek le dio al episodio 2/5, diciendo: «Siento como si me hubieran arrebatado la salubridad de Tegridad. Con todo lo malo del mundo ahora mismo, ¿por qué no podemos mantener nuestra Tegridad? Suspire. No tengo muchas esperanzas de a dónde va este arco, pero soy masoquista y volveré la semana que viene».
John Hugar de The A.V. Club le puso una C+ al episodio, diciendo: «el episodio finalmente trata de hacer demasiado a la vez, y se siente incómodo y desarticulado. En temporadas anteriores, el programa se ha ido abriendo camino en cada hilo, a menudo introduciéndolos de uno en uno antes de resolverlos todos durante el tramo final».
Laura Bradley de Vanity Fair le dio al episodio una crítica más positiva, diciendo: «Hay una rara chispa de vida en este estreno de convicción tranquila y a veces sarcástica. Esto es South Park, así que no esperes un buen momento o una charla seria en un futuro cercano, pero parece que por fin, South Park ha encontrado la manera de hacer la ira justa a su manera».
Alyse Wax de Collider le dio al episodio comentarios mixtos en su reseña, diciendo «No ha cambiado mucho con la serie, aparte de que parece menos escandaloso hoy en día. El comentario social ha perdido parte de su fuerza a medida que los acontecimientos actuales se acercan a la comedia. Pero esta temporada, el comentario social tiene un mejor comienzo que las últimas temporadas (como el trolling o las historias de las elecciones)».